# Melchior Isinder
Melchior Isinder (auch: Tschinder; * um 1520 in Schweidnitz; † 16. Januar 1588 in Königsberg) war ein deutscher evangelischer Theologe.

## Leben
Isinder hatte sich im Sommersemester 1537 an der Universität Wittenberg immatrikuliert. Nach einem Studium bei Philipp Melanchthon hatte er hier am 9. Februar 1542 den akademischen Grad eines Magisters erworben. Auf Melanchthons Empfehlung kam er 1543 nach Königsberg an die Schule des Particular. Mit der Gründung der Universität Königsberg wurde er 1544 Gründungsdekan der philosophischen Fakultät und Professor der griechischen Sprache. Als Gründungsdekan hatte er die ersten Statuten der philosophischen Fakultät entworfen, die von Herzog Albrecht von Preußen am 21. November 1544 bestätigt wurden.
Um sich das nötige Rüstzeug für eine theologische Professur zu erwerben, begab er sich wieder nach Wittenberg. Hier erwarb er am 8. November 1548 mit der Disputation theologica de poenitentia unter der Aufsicht Melanchthons und dem Dekan der theologischen Fakultät Caspar Cruciger der Ältere das Lizenziat der Theologie. Er promovierte kurz darauf am 10. November 1548 unter Georg Major zum Doktor der Theologie.
Zurückgekehrt nach Königsberg, wurde er als Nachfolger von Johann Briesmann 1549 zweiter Professor der Theologie, mit einem Gehalt von 150 fl. Isinder hatte im Wintersemester 1549/50 auch das Rektorat der Alma Mater übernommen. Er war zudem in die Streitigkeiten mit Wilhelm Gnapheus und Andreas Osiander verwickelt, wobei er sich bis 1551 als Osiandrist etablierte. Dann scheint das Verhältnis zwischen beiden gestört gewesen zu sein, da Osiander meinte, er werde in seinen Predigten irre. 1552 befiel ihn tatsächlich eine Gemütskrankheit, welche so zunahm, dass er den Verstand verlor. 1555 wurde er in das Hospital der sogenannten Studentenstube eingeliefert, wo er bis zu seinem Lebensende blieb. Sein Leichnam wurde im Professorengewölbe beigesetzt. Sein Gehalt wurde 1570 reduziert, da er außerstande war Vorlesungen zu halten.